# Шарф (фильм)
«Шарф» (англ. The Scarf) — фильм нуар режиссёра Эвальда Андре Дюпона, вышедший на экраны в 1951 году.
Фильм рассказывает о молодом человеке (Джон Айрленд), который сбегает из расположенной в аризонской пустыне психиатрической больницы для преступников с намерением выяснить, действительно ли он убил свою девушку, в чём он был обвинён. Ему удаётся скрыться от преследования полиции на уединённой ферме, и затем вместе с её владельцем (Джеймс Бартон) и случайной знакомой официанткой (Мерседес Маккембридж) выявить истинного убийцу своей девушки.
После выхода фильма на экраны некоторые критики подвергли его критике за чрезмерную болтливость и склонность к пустому философствованию в ущерб развитию действия. Современные историки кино оценивают картину в основном позитивно, отмечая необычное для нуара место действия, интересную операторскую работу Франца Планера, а также хорошую игру Джона Айрленда в главной роли.

## Сюжет
Молодой мужчина Джон Говард Барриннтон (Джон Айрленд) сбегает из криминальной психиатрической больницы Алканта, которая расположена посреди пустыни в штате Аризона. Преследуемый полицией, он из последних сил добирается до одинокой фермы по разведению индеек, где его подбирает владелец фермы Эзра Томпсон (Джеймс Бартон). В течение нескольких дней Эзра даёт Джону отоспаться, а когда тот, наконец, приходит в себя и намеревается сбежать, Эзра направляет на него пистолет. Владелец фермы говорит, что Джона всё равно поймают, и потому лучше всего ему сразу сдаться властям. Тем не менее, Эзра сначала кормит Джона, а затем сочувственно выслушивает его рассказ. Джон, который провёл в больнице два года, вспоминает случай, когда один буйный пациент на его глазах задушил другого пациента, при этом Джон не смог помочь насчастному, так как в этот момент его сковала какая-то сила. На вопрос Эзры, за что же конкретно Джон был осужден, тот отвечает, что вырвался на свободу именно с тем, чтобы выяснить, что с ним произошло. В этот момент на ферму приезжает группа офицеров во главе с начальником больницы Алканта Андерсоном (Гарри Шэннон), которая ведёт розыск Джона. Эзра прячет беглеца от властей, после чего выслушивает рассказ Андерсона о том, что Джон, который в то время был студентом юридического факультета, задушил шарфом свою подружку Роуз Мари. По словам Андерсона, Джону грозила смертная казнь, однако адвокатам удалось доказать, что в момент совершения преступления он находился в состоянии беспамятства, и тогда суд направил Джона на лечение в психиатрическую больницу. Андерсон далее напоминает Эзре, что у Джона нет никаких шансов сбежать в голой пустыне, учитывая, что все поселения в ближайшей округе поставлены в известность, а за голову беглеца обещана награда в 200 долларов. После ухода Андерсона и его команды, Джон спрашивает у Эзры, почему тот не выдал его. Фермер, который уже пятнадцать лет живёт отшельником, философски замечает, что предпочитает цивилизации общение с природой и книгами, и выше всего ценит человеческую свободу. И потому, до тех пор, пока у него будут сомнения в виновности Джона, он будет стоять на его стороне. Вскоре приёмный отец Джона, богатый промышленник Сайрус Баррингтон (Бэзил Руисдейл) в сопровождении семейного психиатра, англичанина Дэвида Данбара (Эмлин Уильямс) приезжает в больницу на встречу с Андерсоном и врачом Алканты, доктором Гордоном (Ллойд Гоф), во время которой просит увеличить вознаграждение за поимку Джона до 5 тысяч долларов, обещая выплатить его из личных средств. Во время разговора Гордон пытается пошутить, что приводит Дэвида в нервное состояние, после чего тот заявляет, что у него «аллергия на насмешки».
После трёх недель работы на ранчо Эзра решает отправить Джона в город за кормом для индеек. По дороге Джон подбирает голосующую Конни Картер (Мерседес Маккембридж), которая возвращается в Лос-Анджелес, где работает поющей официанткой в баре «Левел Луис». В пути Конни, у которой, по её словам, «на морали нет застёжки», предлагает Джону как-нибудь развлечься, на что Джон отвечает, что он вполне удовлетворён созерцанием пустыни, которая олицетворяет для него свободу. Когда Конни повязывает на шею шарф, Джон узнаёт его и требует сказать, откуда она его взяла, однако не получает чёткого ответа. Добравшись вечером до городка, Джон высаживает Конни у бара, а сам направляется за покупкой кормов. На обратном пути, проезжая мимо бара, Джон видит, как двое пьяных пристают к Конни. Джон встаёт на её защиту, начинается драка, но при появлении шерифа Джон незаметно исчезает. Шериф требует от Конни, чтобы она ближайшим автобусом отбыла в Лос-Анджелес. На автобусной остановке Конни видит плакат с обещанием награды в 5 тысяч долларов за помощь в поимке Джона, который является сумасшедшим и опасным убийцей. Сначала она направляется в офис шерифа, чтобы донести на Джона и получить награду, однако затем меняет своё решение, садится в автобус и уезжает в Лос-Анджелес.
Вернувшись на ферму, Джон говорит Эзре, что теперь он вспомнил, что Роуз Мари была задушена шарфом, который ей подарил его лучший друг Дэвид Данбар. Желая разобраться до конца, Джон едет в Лос-Анджелес, где в баре «Левел Луис» находит Конни, однако она просит его немедленно уйти, так как ей известно о его безумии и об убийстве, и она не хочет никак связываться с ним, чтобы не иметь неприятностей на работе и с властями. После этого Джон направляется в офис Дэвида Данбара, который подтверждает, что был свидетелем того, как Джон задушил Роуз Мари, однако при виде этой сцены пришёл в шоковое состояние и не смог его остановить. Во время разговора Дэвид через секретаршу незаметно вызывает полицию, которая задерживает и уводит Джона. Эзра, который чувствует, что Джон не виновен, вместе с доктором Гордоном приезжает в бар «Левел Луиз» с просьбой к Конни помочь спасти Джона. Затем Гордон направляется в офис Дэвида, заявляя ему, что с научной точки зрения «шоковой реакции» при виде убийства не существует. На вопрос Дэвида, как же тогда быть с реакцией Джона на убийство, которое тот видел в тюрьме, Гордон заявляет, что тюремное убийство для Джона было бессознательным повторением сцены того убийства, которое он видел ранее, то есть при убийстве Роуз Мари он был не убийцей, а свидетелем. Далее Гордон говорит, что ему известно о том, что во время службы в британской армии Дэвид перенёс психическое заболевание, и вынужден был переехать в Калифорнию, так как из-за своего состояния не мог получить лицензию на работу психиатром в своей стране. Затем Гордон обвиняет Дэвида в убийстве Роуз Мари на том основании, что Джон не мог этого сделать, так как перед этим получил сильный удар по голове и только частично понимал, что происходит. С этими словами Гордон покидает офис, и когда Дэвид поворачивается, что видит, что у окна сидит Конни в точно таком шарфе, которым была задушена Роуз Мари. Когда Конни начинает смеяться над Дэвидом, тот выходит из психического равновесия и говорит ей, что Джон и Роуз Мари точно также насмехались над ним за его спиной, за что он и убил Роуз Мари. В тот момент, когда Дэвид намеревается задушить Конни, в его кабинет входят полицейские в сопровождении Гордона, Джона и Эзры, и Джон спасает девушку. Дэвид пытается бежать, но его задерживают и уводят полицейские. Некоторое время спустя в «Левел Луис» Джон слушает пение Конни, после чего в благодарность за помощь дарит ей ручные часы, а затем вместе с Эзрой уезжает на ферму.

## В ролях
- Джон Айрленд — Джон Говард Баррингтон
- Мерседес Маккембридж — Конни Картер
- Джеймс Бартон — Эзра Томпсон
- Эмлин Уильямс — доктор Дэвид Данбар
- Ллойд Гоф — доктор Гордон
- Бэзил Руисдейл — Сайрус Баррингтон
- Дэвид Волф — Левел Луи
- Гарри Шэннон — начальник психиатрической больницы Андерсон
- Дэвид Макмахон — патрульный
- Чабби Джонсон — продавец в магазине кормов
- Фрэнк Дженкс — Том, пьяный ковбой
- Эммет Линн — Джек, официант
- Фрэнк Джэкет — городской шериф
- Айрис Эдриан — красотка в баре «Левел Луис»

В титрах не указаны
- Лайл Тэлбот — городской детектив
- Дик Уэссел — Сид, пьяный ковбой
- Том Кеннеди — пациент психиатрической больницы

## Создатели фильма и исполнители главных ролей
Как отмечает историк кино Гленн Эриксон, «режиссёр и один из сценаристов этого фильма Эвальд Андре Дюпон был знаменитым постановщиком немых фильмов в Германии», среди его картин наибольшим успехом пользовалась криминальная мелодрама «Варьете» (1925). После прихода нацистов к власти в Германии в 1933 году Дюпон переехал в США, где поставил несколько фильмов, наиболее известным среди которых стала криминальная комедия «Проделки епископа» (1935). Однако после мелодрамы «Адская кухня» (1939), которую он поставил вместе с Льюисом Сейлером, Дюпон целое десятилетие не работал в качестве режиссёра, и «Шарф» стал его первым фильмом после длительного перерыва. Уже после «Шарфа» Дюпон поставил такие фильмы категории В, как боевик «Стальная леди» (1953), детектив «Проблемные девушки» (1953), фантастический хоррор «Неандерталец» (1953) и приключенческий фильм «Возвращение на остров сокровищ» (1954).
Джон Айрленд стал известен политической драме «Вся королевская рать» (1949), которая принесла ему номинацию на Оскар за лучшую роль второго плана. Он также сыграл значимые роли в военной драме «Прогулка под солнцем» (1945), вестерне «Красная река» (1948), а также в фильмах нуар «Подставили!» (1947), «Грязная сделка» (1948), «Я люблю неприятности» (1948) и «Девушка с вечеринки» (1958). Мерседес Маккембридж, которая играла с Айрлендом в фильме «Вся королевская рать», удостоившись за свою игру Оскара, позднее была номинирована на эту премию за роль в вестерне «Гигант» (1956). Она также запомнилась по фильму нуар «Молния бьёт дважды» (1951), вестерну «Джонни Гитара» (1954), психологическому триллеру «Внезапно, прошлым летом» (1959), а также по роли «пугающей торговки наркотиками в фильме нуар „Печать зла“ (1958)».

## История создания фильма
Фильм создавался по рабочим названием «Темница». По информации «Голливуд репортер», роман Эдвина Рольфа «Темница», по которому написан сценарий, планировался к публикации одновременно с выходом фильма. Однако никакой информации, подтверждающей выход романа в свет, найдено не было.
Фильм частично снимался на натуре в районе Палмдейла в пустыне Мохаве, а также в одной из психиатрических больниц штата Калифорния.
В статье «Голливуд репортер» от 13 апреля 1950 года указывается, что композицию Summer Nights записал для фильма пианист и сотрудник музыкального отдела студии Paramount Рэй Тёрнер.

## Оценка фильма критикой

### Общая оценка фильма
После выхода фильма на экраны кинокритик Босли Краузер далее ему в «Нью-Йорк Таймс» негативную оценку, написав, что «для картины, столь плотно насыщенной длинными и скучными разговорами, ей удручающе мало есть что сказать. Действительно, в нескольких тысячах слов диалога, которые произносятся за полтора часа экранного времени, фильм выражает, пожалуй, наименьшее количество смысла или драматического развития, которые только можно обнаружить в любой из картин последнего времени, которые считают себя серьёзными», а «Шарф», «безусловно, воспринимает себя серьёзно». Далее критик указывает на то, что фильм «тяготеет к мрачной и смутной философской плоскости», однако в нём «нет никаких откровений, но много болтовни». И, как замечает Краузер, «если Вас смущает подобная оценка, можете поверить нам, что фильм смутит вас ещё больше». По его мнению, «невероятно, что столь мутный и пустой фильм мог вообще быть сделан — особенно, таким режиссёром, как Дюпон, который создал выдающийся фильм „Варьете“, ставший классикой немой эпохи».
Современные киноведы оценили картину значительно выше. В частности, историк кино Спенсер Селби назвал картину «малоизвестным, необычным нуаром, который, вероятно, стал самым стильным и значимым американским фильмом эмигранта из Германии Дюпона», а Майкл Кини оценил его как «интересный, но предсказуемый нуар с хорошей игрой Айрленда». По мнению Крейга Батлера, это «полу-нуар выше среднего уровня, малая картина, которая заслуживает внимания». Её не назовёшь «потерянным шедевром, но с ней приятно провести время», особенно поклонникам фильмов нуар. В целом, по словам критика, это хотя и «не классика, но вполне приличный фильм». Как отмечает Гленн Эриксон, «психологические аспекты часто занимали важное место в фильмах нуар 1940-х годов, однако в 1950-е годы были в основном вытеснены новым акцентом на документальный нуаровый реализм. Действуя вопреки тренду, этот фильм-камбэк Дюпона посвящён мрачным и туманным психическим мотивам». Критик указывает, что в этом «стильном и стилизованном» фильме «ни у одного из главных героев, кажется, нет стабильного места в мире», и при этом они «имеют привычку разглагольствовать тяжеловесной философией». По мнению Дениса Шварца, это «унылый необычный детективный нуар, который даже несмотря на скучную постановку и чрезмерно многословный сценарий Дюпона всё равно остаётся странным образом интересным зрелищем».

### Оценка работы творческой группы
Батлер обратил внимание на «нуаровые аспекты сценария», ставящего в центр внимания героя, «который совершил или не совершил преступление, и который сам не знает, невинен он или виновен». Однако далее он пишет, что «к сожалению, сценарий сильно шатает, кроме того, его большой ошибкой становится введение большого объёма претенциозных обменов репликами», которые «авторы считают глубокими и осмысленными, но которые на деле довольно незрелы и поверхностны». Вместе с тем Батлер отмечает и «некоторые сильные стороны, которые преодолевают этот крупный недостаток». Это и актёрский состав, и профессиональная и «порой интересная в художественном плане постановка Дюпона», а также «хорошая операторская работа Франца Планера».
Гленн Эриксон также обратил внимание на работу Планера, который «обеспечивает фильму необычно богатый чёрно-белый блеск, отчасти благодаря разработанному им особому объективу, который даёт высокую чёткость изображения и кроме того усиливает глубину кадра при ночной съёмке». По словам Эриксона, эта разработка Планера «произвела сильное впечатление на такого технически искушённого режиссёра, как Роберт Уайз, который использовал её в своём отличном криминально-разоблачительном нуаре „Город в плену“ (1952)».

### Оценка актёрской игры
Краузер выразил удивление тем, как «такие актёры, как Эмлин Уильямс, Джон Айрленд, Джеймс Бартон и Мерседес Маккембридж могли терпеливо переносить такое количество болтовни». По его мнению, «они не то, чтобы исполняют свою работу неумело, нет, они делают то, что и должны делать. Просто дело в том, что вся их работа состоит из сплошной говорильни». Батлер же считает, что «как Айрленд, так и Маккембридж очень сильно и умно играют свои звёздные роли», порой показывая «глубины, которых нет в сценарии». Хотя Эмлин Уильямс им немного уступает, зато «гуманный фермер в исполнении Джеймса Бартона более чем умело справляется со своей задачей». По мнению Гленна Эриксона, «наиболее привлекательна в фильме динамичная Маккембридж, которая играет поющую официантку и, вероятно, проститутку, известную как „Конни Кэш-н-Кэрри“». Эриксон отмечает, что её игра, представлялась, «наверное, слишком острой и жёсткой для публики 1951 года», далее указывая, что её «игра и позднее часто оценивалась критиками как излишне аффектированная, возможно, в свете того, что актриса предпочитала резкие, раздражающие роли, подобно бросающей в дрожь торговке наркотиками в „Печати зла“ (1958)».